# Hatzolah

Organisationens symbol.

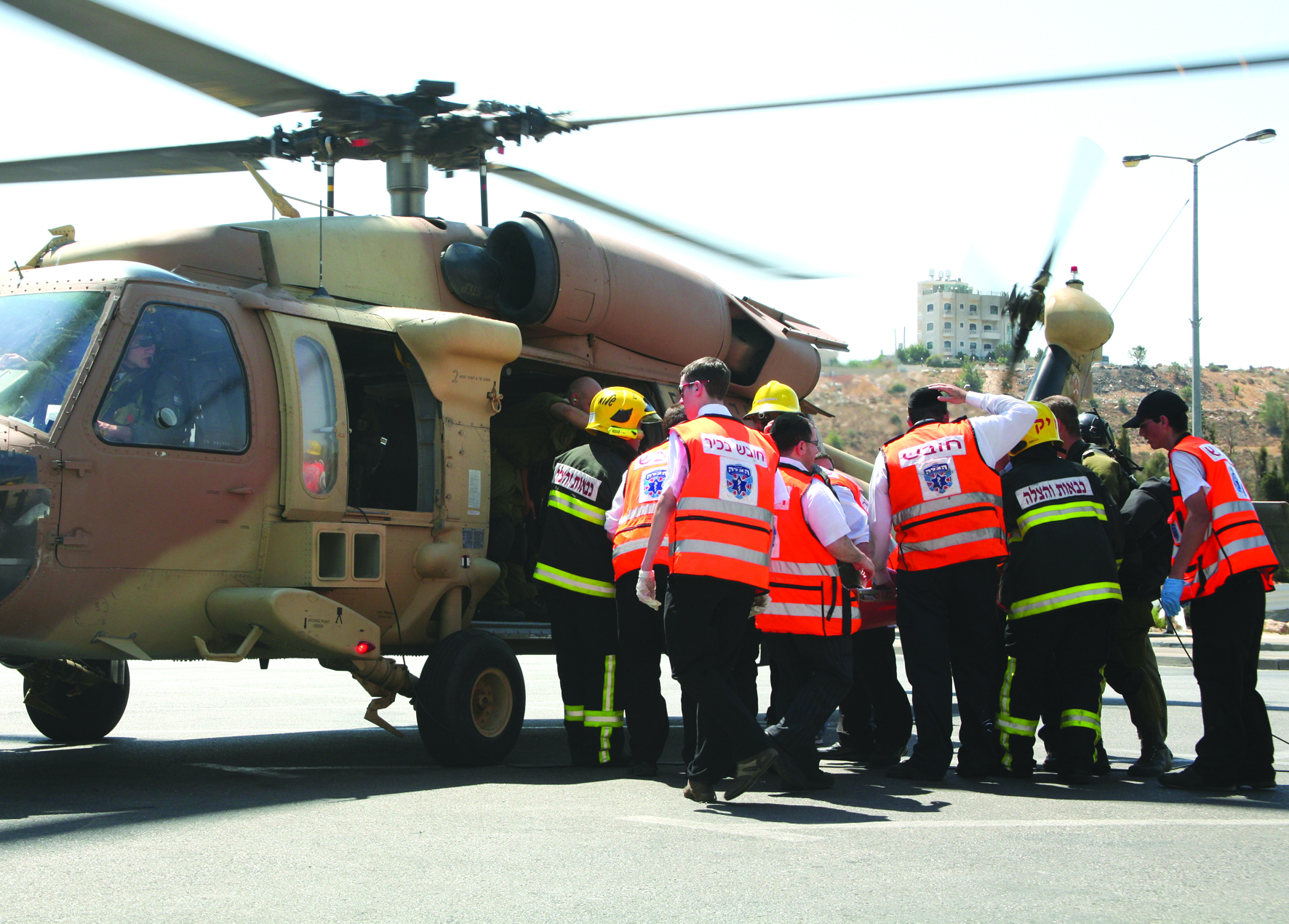
Räddning med helikopter.

Hatzolah är en israelisk hjälporganisation bildad 1983 som på helt frivillig och ideell basis rycker ut i Jerusalem för att rädda liv. Namnet betyder "hjälp" på hebreiska. De är oftast de som är först på plats, i genomsnitt 72 sekunder efter en olycka eller ett attentat. Hatzolah, som består av ca 400 frivilliga över hela Jerusalem, samarbetar med Israels officiella akutsjukvårdsorganisation Magen David Adom. I genomsnitt rycker de ut på larm 80 till 100 gånger om dagen i Jerusalem.